# Lycosa canescens
Lycosa canescens là một loài nhện trong họ Lycosidae.
Loài này thuộc chi Lycosa. Lycosa canescens được Ehrenfried Schenkel-Haas miêu tả năm 1963.